# Atolla tenella
Espèce
Atolla tenella est une espèce de méduse appartenant à la famille des Atollidae.